# Adam Anthon Gerhardt
Adam Anthon Gerhardt, född 1705 i Darmstadt, död 1749, var en tysk-svensk böss- och pistolsmed.
Adam Anthon Gerhardt kom som gesäll till Stockholm 1732 och arbetade i David Bars verkstad, blev en av hans skickligaste elever och gift med hans dotter. 1736 blev han mästare och 1748 besiktningsrustmästare vid Kungliga arsenalen. Ett flertal vackert graverade och guldinlagda vapen av Adam Anthon Gerhardt finns bevarade.